# Liste der Fahnenträger der ghanaischen Mannschaften bei Olympischen Spielen
Die Liste der Fahnenträger der ghanaischen Mannschaften bei Olympischen Spielen listet chronologisch alle Fahnenträger ghanaischer Mannschaften bei den Eröffnungs- (EF) und Abschlussfeiern (AF) Olympischer Spiele auf.

## Liste der Fahnenträger
| Mannschaft             | Veranstaltung | Fahnenträger (EF)        | Fahnenträger (AF)        |
| ---------------------- | ------------- | ------------------------ | ------------------------ |
| 1952 in Helsinki       | Sommerspiele  |                          |                          |
| 1960 in Rom            | Sommerspiele  |                          |                          |
| 1964 in Tokio          | Sommerspiele  |                          |                          |
| 1968 in Mexiko-Stadt   | Sommerspiele  |                          |                          |
| 1972 in München        | Sommerspiele  | Sam Bugri                |                          |
| 1984 in Los Angeles    | Sommerspiele  | Makarios Djan            |                          |
| 1988 in Seoul          | Sommerspiele  | John Myles-Mills         |                          |
| 1992 in Barcelona      | Sommerspiele  |                          |                          |
| 1996 in Atlanta        | Sommerspiele  | Moro Tijani              |                          |
| 2000 in Sydney         | Sommerspiele  | Kennedy Osei             |                          |
| 2004 in Athen          | Sommerspiele  | Andrew Owusu             | Eric Nikansah            |
| 2008 in Peking         | Sommerspiele  | Vida Anim                | Vida Anim                |
| 2010 in Vancouver      | Winterspiele  | Kwame Nkrumah-Acheampong | Kwame Nkrumah-Acheampong |
| 2012 in London         | Sommerspiele  | Maxwell Amponsah         | Maxwell Amponsah         |
| 2016 in Rio de Janeiro | Sommerspiele  | Flings Owusu-Agyapong    | Flings Owusu-Agyapong    |
| 2018 in Pyeongchang    | Winterspiele  | Akwasi Frimpong          | Akwasi Frimpong          |
| 2020 in Tokio          | Sommerspiele  | Nadia Eke                | Samuel Takyi             |
| 2020 in Tokio          | Sommerspiele  | Sulemanu Tetteh          | Samuel Takyi             |
| 2022 in Peking         | Winterspiele  | Carlos Mäder             | Volunteer                |
| 2024 in Paris          | Sommerspiele  | Rose Yeboah              | Rose Yeboah              |
| 2024 in Paris          | Sommerspiele  | Joseph Paul Amoah        | Joseph Paul Amoah        |

Anmerkung: (EF) = Eröffnungsfeier, (AF) = Abschlussfeier

## Statistik
| Rang    | Sportart       | EF | AF | ∑  |
| ------- | -------------- | -- | -- | -- |
| 1       | Leichtathletik | 10 | 5  | 15 |
| 2       | Boxen          | 3  | 2  | 5  |
| Gesamt: | Gesamt:        | 13 | 7  | 20 |

| Rang    | Sportart  | EF | AF | ∑ |
| ------- | --------- | -- | -- | - |
| 1       | Ski Alpin | 2  | 2  | 4 |
| 2       | Skeleton  | 1  | 1  | 2 |
| Gesamt: | Gesamt:   | 3  | 3  | 6 |

| Rang    | Sportart       | EF | AF | ∑  |
| ------- | -------------- | -- | -- | -- |
| 1       | Leichtathletik | 10 | 5  | 15 |
| 2       | Boxen          | 3  | 2  | 5  |
| 3       | Ski Alpin      | 2  | 2  | 4  |
| 4       | Skeleton       | 1  | 1  | 2  |
| Gesamt: | Gesamt:        | 16 | 10 | 26 |